# 新伊萬尼夫卡 (波洛希區)
47°48′2″N 36°28′59″E / 47.80056°N 36.48306°E
新伊萬尼夫卡（烏克蘭語：Новоіванівка）是位於烏克蘭東南部的村莊，由扎波羅熱州波洛希區的胡利亚伊波莱市镇負責管轄。該村始建於1808年，面積0.78平方公里，海拔高度137米，2001年人口150，人口密度每平方公里191.6人。